# Okres Bratislava IV
Bratislava IV is een district (Slowaaks: Okres) in de Slowaakse regio Bratislava. Het district bestaat uit de volgende stadsdelen van de stad Bratislava:
- Devín
- Devínska Nová Ves
- Dúbravka
- Karlova Ves
- Lamač
- Záhorská Bystrica

Districten: Bratislava I · Bratislava II · Bratislava III · Bratislava IV · Bratislava V

Stadsdelen: Čunovo · Devín · Devínska Nová Ves · Dúbravka · Jarovce · Karlova Ves · Lamač · Nové Mesto · Petržalka · Podunajské Biskupice · Rača · Rusovce · Ružinov · Staré Mesto · Vajnory · Vrakuňa · Záhorská Bystrica
Bratislava I · II · III · IV · V · Malacky · Pezinok · Senec